# Jason Pinkston
Jason R. Pinkston (Pittsburgh, 5 settembre 1987) è un giocatore di football americano statunitense che gioc nel ruolo di offensive guard per i Cleveland Browns della National Football League (NFL). Fu scelto nel corso del quinto giro (150º assoluto) del Draft NFL 2011 dai Browns. Al college ha giocato a football all’Università di Pittsburgh.

## Carriera professionistica
Pinkston fu scelto nel corso del quinto giro del Draft 2011 dai Cleveland Browns. Nella sua stagione da rookie disputò come titolare tutte le 16 partite dopo che Eric Steinbach si infortunò nel training camp. Nella stagione successiva partì come titolare in tutte le prime sei partite prima di infortunarsi e concludere in anticipo l'annata.

## Vittorie e premi
Nessuno

## Statistiche
| Partite totali      | 25 |
| Partite da titolare | 24 |

Statistiche aggiornate alla stagione 2013